# Акись
Акись — деревня в городском округе Усинск Республики Коми России.  Расположена у реки Печора.

## География
Акись находится в северной части Коми, в пределах Печорской низменности, на левом берегу реки  Печора.

### Климат
Климат характеризуется как умеренно континентальный, с продолжительной морозной многоснежной зимой и коротким прохладным летом. Средняя температура воздуха самого тёплого месяца (июля) составляет 15,7 °C; самого холодного (января) — −17,3 °C. Среднегодовое количество атмосферных осадков составляет 540 мм. Снежный покров держится в течение 200—220 дней в году.

## История
Основана в 1845 году Авксентием Степановичем Каневым из деревни Бакур. Краткое имя от Авксентия и легло в основу названия.

## Население
| 2010 |
| ---- |
| 130  |

## Транспорт
Пристань на Печоре. Паром Парма – Усть-Уса – Усть-Лыжа